# Triplophysa papillosolabiata
Triplophysa papillosolabiata is een straalvinnige vissensoort uit de familie van de bermpjes (Nemacheilidae). De wetenschappelijke naam van de soort is voor het eerst geldig gepubliceerd in 1879 door Kessler.